# تشارلز مون
تشارلز مون (بالإنجليزية: Charles Moon)‏ هو سياسي أمريكي، ولد في 6 مايو 1923 في شيريدان في الولايات المتحدة، وتوفي في 9 أبريل 2001 في مقاطعة سنوهوميش في الولايات المتحدة. انتخب عضو مجلس نواب واشنطن.